# ピーター・ゲイ
ピーター・ゲイ(Peter Gay、1923年6月20日 - 2015年5月12日）は、ドイツ生まれ、アメリカ合衆国の歴史学者。

## 経歴
ドイツのベルリンでユダヤ人の家庭に生まれる。出生名はペーター・ヨアヒム・フレーリヒ（Peter Joachim Fröhlich）で、Gay（陽気な）はFröhlichの英訳である。1939年に両親とともにキューバ行きの最後の船に乗り、ナチスから逃れる。1941年に米国ヘ渡り、1946年に市民権を得る。同年にデンバー大学を卒業した後、コロンビア大学大学院で1947年に修士号、1951年に博士号を取得する。1947年から同大学で政治学、歴史学を教え、その後イエール大学ヨーロッパ比較思想史教授、スターリング・プロフェッサー。

## 受賞・栄典
- 1990年：ハイネケン賞受賞。

## 日本語訳
- 『ワイマール文化』到津十三男訳 みすず書房 1970[2]
  - 『ワイマール文化』亀嶋庸一訳 みすず書房 1987、新版「みすずライブラリー」1999
- 『歴史の文体』鈴木利章訳 ミネルヴァ書房 1977、新版2000
- 『芸術を生みだすもの 歴史における原因について　マネ、グロピウス、モンドリアン』川西進、岡田岑雄訳 ミネルヴァ書房 1980
- 『ベルンシュタイン 民主的社会主義のディレンマ』長尾克子訳 木鐸社「思想史ライブラリー」1980
- 『自由の科学 ヨーロッパ啓蒙思想の社会史』（1・2）、中川久定、鷲見洋一、中川洋子、永見文雄、玉井通和共訳 ミネルヴァ書房 1982-1986、新版2014
- 『ドイツの中のユダヤ モダニスト文化の光と影』河内恵子訳 思索社 1987
- 『神なきユダヤ人 フロイト・無神論・精神分析の誕生』入江良平訳 みすず書房 1992
- 『フロイトを読む 探究と逍遥』坂口明徳、大島由紀夫訳 法政大学出版局・叢書ウニベルシタス 1995
- 『歴史学と精神分析 フロイトの方法的有効性』成田篤彦、森泉弘次訳 岩波書店 1995、新版2005
- 『フロイト』（1・2）、鈴木晶訳 みすず書房 1997-2004
- 『官能教育』（1・2）、篠崎実、鈴木実佳、原田大介訳 みすず書房 1999
- 『快楽戦争 ブルジョワジーの経験』冨山太佳夫（訳者代表）、田中裕介、三宅敦子、辻建一共訳 青土社 2001
- 『モーツァルト』高橋百合子訳 岩波書店「ペンギン評伝双書」 2002
- 『シュニッツラーの世紀 中流階級文化の成立 1815-1914』田中裕介訳 岩波書店 2004
- 『小説から歴史へ ディケンズ、フロベール、トーマス・マン』金子幸男訳 岩波書店 2004